# Región Autónoma de la Costa Caribe Norte
Región Autónoma de la Costa Caribe Norte (česky Autonomní region severního karibského pobřeží, zkratka RACCN) je jedním ze 2 autonomních regionů Nikaraguy. Tato dvě území tvořila společně do roku 1987 departement Zelaya. Velkou část regionu zabírá souvislý nížinný prales. Pobřeží Karibiku, známé pod názvem Pobřeží Moskytů, je bažinaté s porosty mangrovů. K regionu patří i ostrovy Cayos Miskitos.
Región Autónoma del Atlántico Norte je rozdělen na sedm částí (Municipio):
1. Bonanza
2. Prinzapolka
3. Puerto Cabezas
4. Rosita
5. Siuna
6. Waslala
7. Waspán